# Aagje Deken

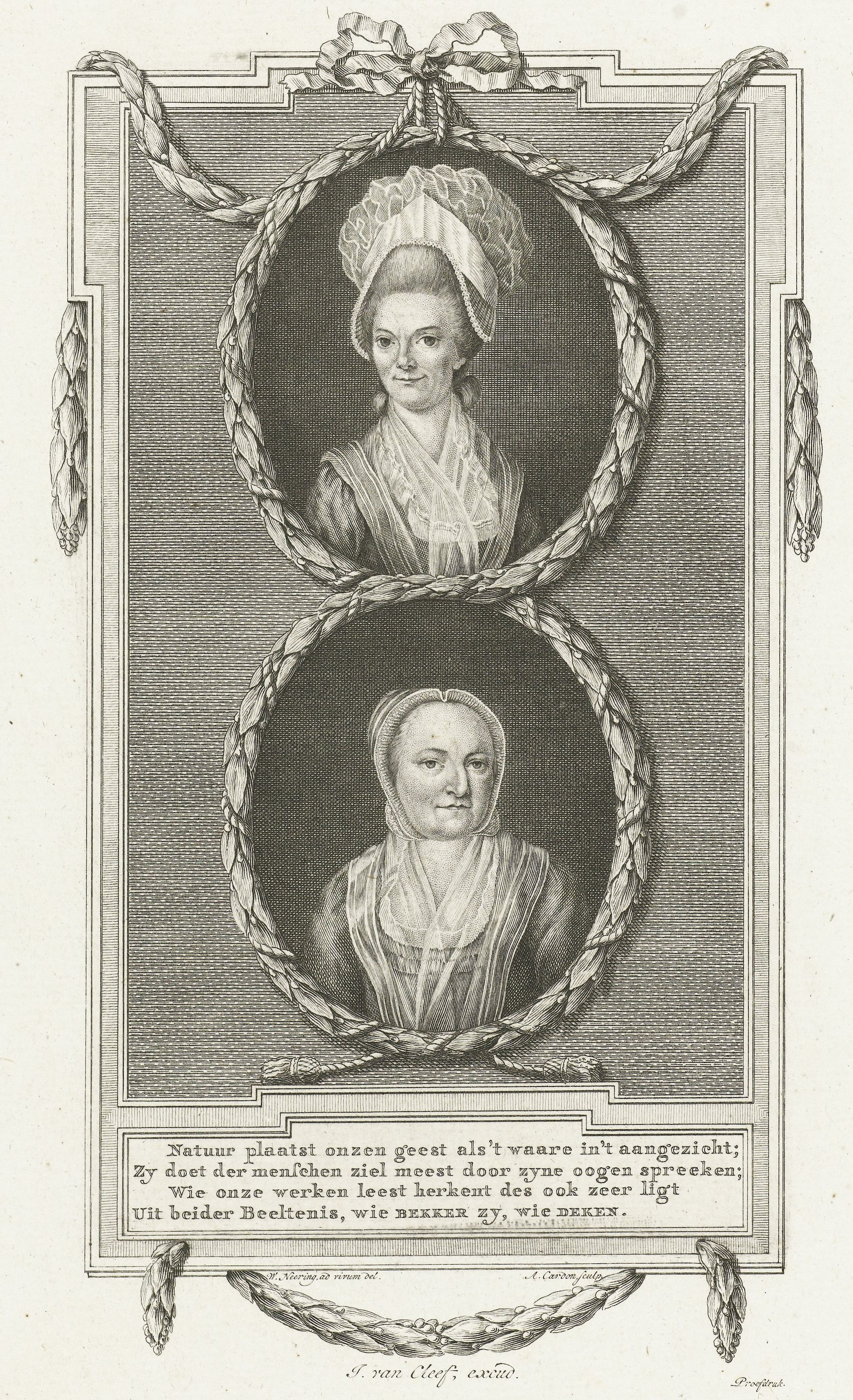
Aagje Deken (abajo) y Betje Wolff.

Aagje Deken (nacida Agatha Deken) (Amstelveen, 1741 - La Haya, 14 de noviembre de 1804) fue una escritora holandesa.

## Trayectoria
Agatha Deken nació en 1741. En 1745 sus padres murieron y fue internada en el orfanato 'De Oranje Appel' en Ámsterdam, donde permaneció hasta 1767. Tras dejar el orfanato sirvió en numerosas familias y después emprendió un negocio de café y té. En 1769 participó en la comunidad baptista de Ámsterdam.
A la edad de 29 años se mudó a vivir con su amiga María Bosch como enfermera. María Bosch murió en 1773. En 1775 publicó la colección de poemas Stichtelijke gedichten, que fue escrita junto a María Bosch.
En 1776 comenzó la correspondencia entre Aagje Deken y Betje Wolff, que había publicado ya numerosos trabajos.  
El 17 de octubre de ese mismo año se conocieron en persona. Tras la muerte del marido de Wolff, las dos mujeres comenzaron a vivir juntas. En septiembre de 1777 publicaron su primer trabajo conjunto: Brieven ('Cartas'). En 1781 Deken heredó la suma de 13.000 florines y se mudaron a una mansión en Beverwijk. 
Publicaron con éxito la novela De Historie van mejuffrouw Sara Burgerhart (La historia de la señorita Sara Burgerhart ). En ella, la protagonista vive una serie de aventuras expuesta a múltiples peligros. Tiene una clara intención didáctica ya que querían promover las ideas modernas de la Ilustración y una nueva moral burguesa. Está considerada la primera novela moderna holandesa.
Intranquilas con la situación política de los Países Bajos, cuando los Patriotas neerlandeses perdieron el poder, se mudaron a Trévoux en Borgoña en 1788. En 1789 apareció Wandelingen door Bourgogne (Paseos por Borgoña).
Con apuros económicos, volvieron a los Países Bajos en 1797 y vivieron en La Haya. La República Bátava había sido proclamada por los patriotas. Publicaron Gedichten en Liedjes voor het Vaderland  (Poemas y Cantos a la Patria) con los que apoyaron a los patriotas radicales que tomaron el poder en 1798.
Aagje Deken murió el 14 de noviembre de 1804, nueve días después de la muerte de Betje Wolff. Ambas están enterradas en  Scheveningen.

## Obras
- 1775 - Stichtelijke gedichten (escrita con María Bosch)
- 1781 - Economische liedjes (escrita con Betje Wolff)
- 1782 - De Historie van mejuffrouw Sara Burgerhart (escrita con Betje Wolff)
- 1783 - Voorrede voor den tweeden druk (escrita con Betje Wolff)
- 1784-1785 - Historie van den heer Willem Leevend (escrita con Betje Wolff) (8 partes)
- 1793-1796 - Historie van mejuffrouw Cornelia Wildschut (escrita con Betje Wolff) (seis partes)
- 1799 - Mijn offerande aan het vaderland
- 1804 - Liederen voor den boerenstand
- 1805 - Liederen voor ouders en kinderen